# قطرس أسود الجبين
قطرس أسود الجبين (الاسم العلمي: Thalassarche melanophrys) هو نوع من فصيلة قطرس.